# تشبول كش (مقاطعة فومن)
تشبول كش (بالفارسية: چپول کش) هي قرية تقع في غيلان في إيران. يقدر عدد سكانها بـ 19 نسمة .